# Aithiopis

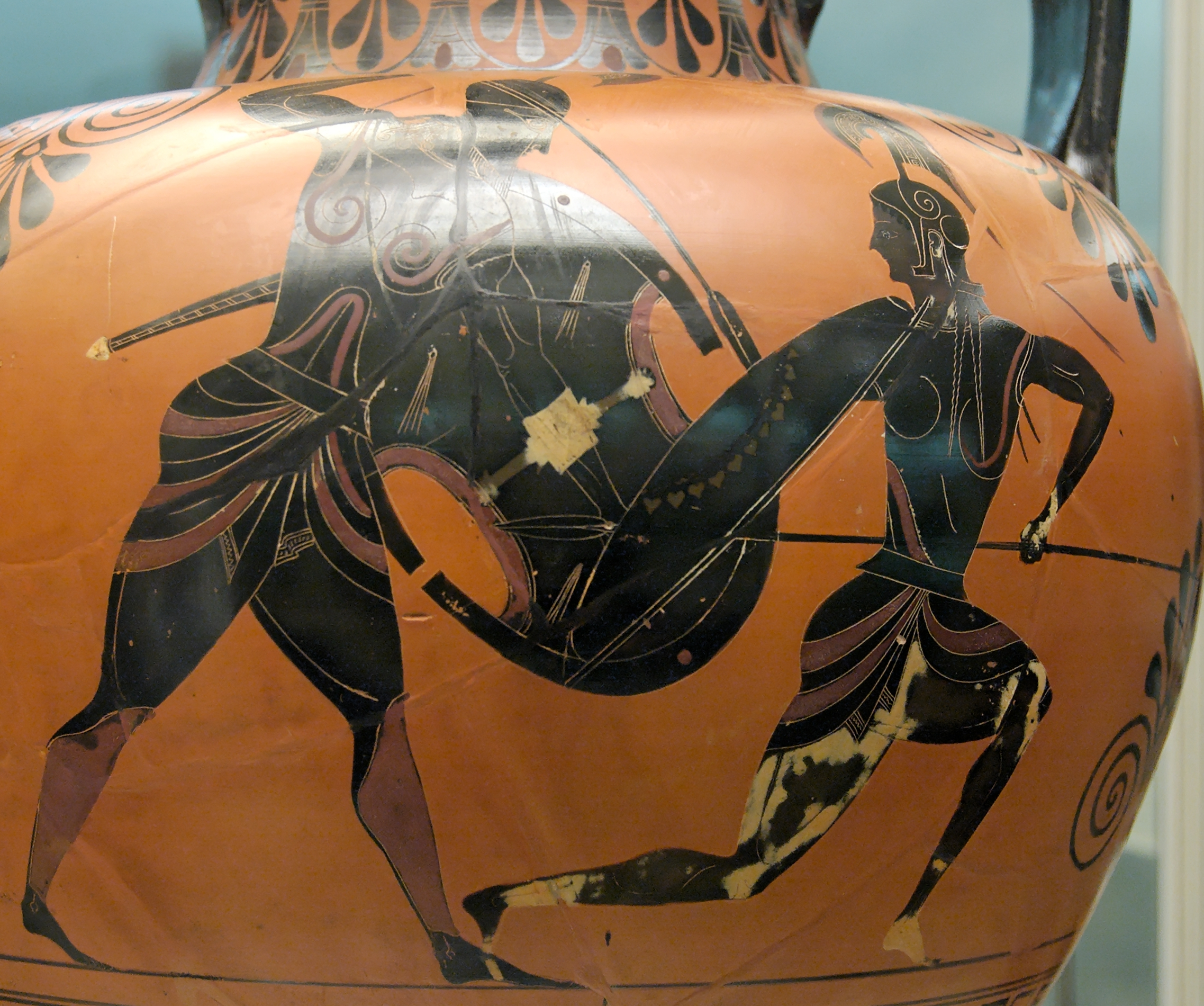
Achilleus und Penthesilea

Die Aithiopis (Αἰθιοπíς, deutsch: „das Äthiopische“ Epos) ist ein nicht erhaltenes Epos, das als Teil des Epischen Zyklus zum trojanischen Sagenkreis gehörte; darin folgt sie auf die Ilias von Homer und wird fortgesetzt mit der Kleinen Ilias, die Lesches verfasst haben soll. Das Werk wird Arktinos von Milet zugeschrieben und bestand aus fünf Büchern; es ist lediglich durch Kurzinhaltsangaben in der Chrestomathie des Proklos und der Bibliotheke des Apollodor sowie einige wenige Fragmente überliefert.

## Inhalt
Die Bibliotheke des Apollodor (1./2. Jahrhundert n. Chr.) gibt den Inhalt in Epitome 5 an. Der davon unabhängige Text des Proklos aus dem 2. Jahrhundert enthält Kürzungen und Varianten. Beide Fassungen werden auf einer gemeinsamen Vorlage beruhen, die unterschiedlich ausgewertet wurde. Proklos gibt den Inhalt in der Chrestomathie wie folgt wieder (Ergänzungen nach der Bibliotheke des Apollodor in <>; Erläuterungen in eckigen Klammern):

„Dem zuvor Mitgeteilten [dem Inhalt der Kypria] folgt die Ilias des Homer, danach die fünf Bücher der Aithiopis von Arktinos von Milet, die dies enthalten: Die Amazone Penthesilea, die Tochter des Ares und von thrakischer Herkunft, kommt, und kämpft auf Seiten der Trojaner. <Versehentlich brachte sie Hippolyte um und sie erlangte Vergebung durch Priamos. In Schlachten tötete sie viele, unter ihnen auch Machaon.> Und Achilleus tötet sie, die beste ihre Kampfgenossen, die Trojaner bestatten sie. Und Achilleus erschlägt Thersites, von dem er verhöhnt und bezichtigt worden ist, in Penthesilea verliebt gewesen zu sein. Es entstand ein Streit unter den Achaiern [=Griechen] wegen des Todes von Thersites. Achilleus segelt nach Lesbos und, nachdem er Apollon, Artemis und Leto geopfert hat, erlangt er Vergebung durch Odysseus. Memnon, der Sohn von <Tithonos und> Eos in einer Rüstung von Hephaistos kommt <mit einer großen Streitmacht von Äthiopiern> den Trojanern zuhilfe. Thetis sagt ihrem Sohn [Achilleus] die Ereignisse mit Memnon voraus. Eine Schlacht findet statt, Antilochos wird von Memnon getötet, darauf dieser von Achilleus. Für ihn [Memnon] erbittet Eos von Zeus die Unsterblichkeit, er gewährt es ihr. Als Achilleus die Trojaner in die Flucht schlägt und in die Stadt eindringen will, fällt er Paris und Apollon zum Opfer. <Beim Tor der Skaia wird er von Alexandros [=Paris] und Apollon getroffen.> Ein erbitterter Kampf entbrennt wegen des Gefallenen, Aias <tötet dabei Glaukos, er lässt die Rüstung [des Achilleus] auf die Schiffe bringen,> nimmt den Leichnam auf und trägt ihn zu den Schiffen, während Odysseus die Trojaner abwehrt. Dann bestatten sie Antilochos und bahren den Leichnam des Achilleus auf. Thetis, begleitet von den Musen und ihren Schwestern, betrauert ihren Sohn. Dabei entführt Thetis ihren Sohn aus den Flammen und bringt ihn zur Insel Leuke. Gleichzeitig errichten die Archaier ihm ein Grabmal und veranstalten Leichenspiele für ihn. <Dabei gewann Eumelos das Wagenrennen, Diomedes den Stadionlauf, Aias im Diskuswurf und Teukros im Bogenschießen.> Ein Streit begann zwischen Odysseus und Aias um die Rüstung des Achilleus.“

## Textausgaben, Varia
Die wichtigsten Ausgaben sind (chronologisch aufsteigend):
- Gottfried Kinkel: Epicorum graecorum fragmenta. Teubner, Leipbzig 1877, S. 32–36 (Textarchiv – Internet Archive).
- Erich Bethe: Homer. Dichtung und Sage. Band 2, Teil 2: Kyklos, Zeitbestimmung. Zweite Auflage. Teubner, Leipzig/Berlin 1929, S. 167–169 (Digitalisat – Internet Archive).
- Bernabé, Alberto (Hrsg.): Poetae epici Graeci. Pars I. Zweite Auflage. Teubner, Berlin/Boston 1996, S. 65–71 (gr., lat. Kommentar).
- Martin L. West (Hrsg.): Greek Epic Fragments from the seventh to the fifth Centuries BC (=The Loeb Classical Library. Band 497). Harvard University Press, Cambridge  (Mass.) u. a. 2003, ISBN 0-674-99605-4, S. 108–117 (Text gr./en.).

Die neueste Ausgabe von Martin L. West zählt vier Erwähnungen des Werks bzw. Autors, die beiden Inhaltsangaben sowie sechs Fragmente mit drei wörtlichen Zitaten. Bethe (auch im RE-Artikel) und Bernabé halten es für wahrscheinlich, dass der Penthesileia-Mythos zumindest ursprünglich ein eigenes Epos darstellte, das erst später der Aithiopis hinzugefügt wurde. Andererseits legt das  6. Fragment bei Lichfield nahe, dass die Aithiopis nicht vor dem Waffenstreit und dem anschließenden Selbstmord des Aias endete, das bei Proklos und Apollodor den Anfang der Kleinen Ilias bildet.
Eine moderne und weithin bekannte Rezeption des Amazonen-Themas findet sich bei Heinrich von Kleist in dessen Drama Penthesilea.